# Монтикио (Потенца)
Монтикио (итал. Monticchio) је насеље у Италији у округу Потенца, региону Базиликата.
Према процени из 2011. у насељу је живело 209 становника. Насеље се налази на надморској висини од 493 м.